# Possibilismo
Se procura o conceito no contexto da Geografia Humana, veja Possibilismo (geografia).
O Possibilismo foi uma tendência introduzida no movimento socialista europeu que aceitava o princípio do reformismo considerando que se devia tentar obter apenas o que era possível, o que no seu entender não incluía uma revolução proletária.
O conceito teve origem na França onde no seio do movimento socialista foi defendido por Paul Brousse, Benoît Malon e outros. O surgimento do possibilismo e de uma facção que defendia a via reformista levou à cisão do Partido dos Trabalhadores da França em 1882.